# Melchiel
Melchiel est un fils de Beria fils d'Aser. Ses descendants s'appellent les Melchiélites.

## Melchiel et son frère
Melchiel a pour frère Héber,.

## Melchiel en Égypte
Melchiel part avec son frère Héber, avec son père Beria et son grand-père Aser pour s'installer en Égypte au pays de Goshen dans le delta du Nil.
La famille des Melchiélites dont l'ancêtre est Melchiel sort du pays d'Égypte avec Moïse,.